# Denís Kirièiev
Denís Kirièiev   (Kíiv, 1 de gener de 1977 - Kíiv, 5 de març de 2022), de nom complet Denís Borissovitx Kirièiev (en ucraïnès Денис Борисович Кірєєв), fou un expert ucraïnès en el sector bancari i acabà sent acusat d'espia. Havia treballat amb diverses organitzacions internacionals (com Citibank, Credit Lyonnais, ING, Rabobank), especialitzades en la gestió del fons privats i inversions. Treballà com a primer vicepresident del Consell d'Oschadbank JSC dels anys 2010 al 2014. L'any 2022 fou membre no oficial de la primera delegació per a les negociacions entre Ucraïna i Rússia el 2022.

## Biografia
Denís Borissovitx Kirièiev va néixer l'1 de gener de 1977 a Kíiv. Va estudiar al Liceu Tècnic de l'Institut Politècnic de Kíiv. Després es va graduar a l'Institut Politècnic de Kíiv amb una llicenciatura en gestió i màrqueting. Més tard va continuar els seus estudis a l'Institut de Formació Avançada i Reciclatge de la Universitat Pedagògica Estatal de Moscou amb una llicenciatura en Finances, i en acabat es va graduar a l'Institut Bancari UNICO d'Amsterdam.
Des de l'any 2000 treballà com a gerent del departament de divises i operacions financeres del Credit Lyon Bank Ukraine. I l'any 2002 se n'anà a treballar a Citibank Ukraine com a director general de gestió empresarial corporativa. El 2004 va esdevenir el director general del departament de finances corporatives a ING Bank Ukraine i fins al 2006 va treballar com a director general del departament de finances corporatives a ING Bank Ukraine. Del 2006 al 2008 va treballar com a director general adjunt de SCM Finance. Va ser membre del Consell d'Administració de l'empresa austríaca GROUP SLAV AG. Des del 2007 és membre del Consell de Supervisió d'Ukreximbank sota la quota de la Rada Suprema. Del 2006 al 2012 va ser membre del Consell de Supervisió d'Ukreximbank.
Del 2010 al 2014 va treballar com a primer vicepresident del consell d'administració d'Oschadbank JSC. El març de 2016, l'aleshores cap d'Oschadbank, Andriy Pyshny, va acusar Denis Kireev de cometre frau financer i de causar danys a Oschadbank.
El 13 de febrer de 2022, els mitjans de comunicació van informar que era sospitós de treballar per als serveis especials russos sota el pseudònim de "Bo". No obstant això, es va unir a la primera delegació a negociar amb Rússia després que aquesta envaís Ucraïna Cal destacar que a l'oficina del president Kireev no va ser anunciat com a participant en les converses, però és a la foto i el vídeo de les converses, se'l veu assegut a la banda d'Ucraïna.

### Connexions
Va ser amic del viceprimer ministre d'Ucraïna Andriy Klyuyev i del president del Servei de Seguretat d'Ucraïna Ivan Bakanov.

### Casos penals
El juliol de 2020 es va obrir un procediment penal contra Kireev per treballar als serveis secrets russos.

### Mort
Va morir el 5 de març de 2022. Segons els informes preliminars dels mitjans, suposadament va ser assassinat mentre era detingut per l'SBU mentre intentava escapar. Era sospitós de traïció, i la SBU tenia proves de la seva traïció (registres de converses telefòniques). L'Agència Central d'Intel·ligència aviat va revelar que havia mort mentre realitzava tasques especials com a empleat de la Direcció Principal d'Intel·ligència del Ministeri de Defensa d'Ucraïna. A més d'ell, també van morir Oleksiy Dolya i l'heroi d'Ucraïna Valery Chibineev. "Van morir defensant Ucraïna, i el seu rang ens va acostar a la victòria" indicà en comentaris posteriors la direcció.

## Família
Estava casat i tenia tres fills.